# 10月28日
10月28日是阳历一年中的第301天（闰年第302天），离全年的结束还有64天。

## 大事记

### 19世紀以前
- 306年：馬克森提烏斯成为羅馬皇帝。
- 312年：君士坦丁一世击败马克森提，统一羅馬帝國。
- 1277年：大都（今北京）日全食。
- 1420年：明朝第三代皇帝明成祖正式宣布定都北京，在重新建造的紫禁城在之後也宣告落成。
- 1492年：克里斯托弗·哥伦布在古巴靠岸。=
- 1516年：汗尤尼斯戰役中，埃及馬木路克王朝未能成功突襲橫越加沙的鄂圖曼土耳其帝國將領哈德姆·錫南帕夏之軍隊。
- 1538年：首間新大陸大學成立。
- 1628年：拉羅歇爾之圍以拉羅謝爾城内的胡格诺派开城向紅衣主教黎希留投降而结束。
- 1636年：马萨诸塞湾殖民地立法建立高等公理會神学院“新學院”，為哈佛大学的前身且為歷史最悠久之殖民地學院。
- 1707年：日本發生規模8.6至9.3的強烈地震，造成5,000人到20,000人死亡。
- 1776年：美國獨立戰爭：當喬治·華盛頓的大陸軍從紐約市向北撤退時，英國陸軍佔領了白原市。

### 19世紀
- 1868年：爱迪生申请生平第一项专利，电子投票记录仪。
- 1886年：法國為了紀念《美國獨立宣言》所製作的自由女神像在紐約港貝德羅島宣告落成，並由美国总统格罗弗·克利夫兰主持揭幕仪式。
- 1891年：濃尾地震。
- 1893年：俄羅斯浪漫樂派及國民樂派作曲家柴可夫斯基在俄羅斯帝國首都聖彼得堡指揮其第六號交響曲《悲愴》之首演，並於九天後死於莫斯科的家中。

### 20世紀
- 1911年：九广铁路英段与华段接轨，铁路全线通车。
- 1918年：从奥匈帝国独立的捷克与斯洛伐克合併，捷克斯洛伐克共和国成立。
- 1922年：國家法西斯黨領袖貝尼托·墨索里尼號召數萬名支持者進入羅馬示威，翌日即獲任命為義大利總理。
- 1928年：印尼作曲家威吉·魯多爾夫·蘇普拉特曼（英语：Wage Rudolf Soepratman）創作《偉大的印度尼西亞》，現已成為該國的國歌。
- 1929年：世界經濟遭遇大蕭條。
- 1940年：因希腊总理爱奥尼斯·美塔萨克斯拒绝最后通牒，意大利总理贝尼托·墨索里尼下令发动入侵。
- 1942年：奧許維茲集中營有240名波蘭年輕人遭到集體槍決，大部分來自盧布林，後稱「盧布林鎮壓」。
- 1942年：位於波蘭總督府克拉科夫大區的克拉科夫-普瓦舒夫集中營啟用。
- 1945年：赵树理发表《小二黑结婚》[來源請求]
- 1950年：中华人民共和国与芬兰建交。
- 1962年：蘇聯領導人赫魯雪夫宣布自古巴撤回所有武器，美國政府亦同意自土耳其及義大利撤回彈道飛彈，古巴飛彈危機落幕。
- 1965年：由芬蘭裔設計師埃羅·沙里寧用以紀念美國西進運動的聖路易拱門，於美國密蘇里州聖路易瀕臨密西西比河的河畔竣工。
- 1970年：意大利恐怖组织红色旅成立。
- 1977年：香港警廉衝突。
- 1979年：位在日本長野縣及岐阜縣的複合成層火山御岳山突然爆发。
- 1986年：心肺同时移植首次在西班牙完成[來源請求]。
- 1988年：法国发射第一颗电视直播卫星[1]。
- 1990年：香港維多利亞公園一萬人集會保衛釣魚台。
- 1992年：鲍里斯·叶利钦解散俄民族救国阵线组委会[來源請求]
- 1992年：埃及赛德港因油轮被撞进入紧急状态。
- 1993年：馬家軍體育界醜聞，事件調查出來被禁止出版，直到2016年曝光。
- 1995年：科克伦走钢丝跨越夔门天堑。
- 1995年：阿塞拜疆巴库地铁失火死伤惨重。
- 1996年：南京安全區的發起人約翰·拉貝所紀錄南京大屠殺事件之拉貝日記发表。
- 1998年：一架中国国际航空公司客机被劫持到台灣。

### 21世紀
- 2002年：意大利西西里岛上的活火山埃特纳火山出现大规模的喷发。
- 2002年：新修订的《中华人民共和国文物保护法》正式实施。
- 2007年：克里斯蒂娜·費爾南德斯當選成為首位阿根廷經民主選舉產生的女總統。
- 2007年：統一獅在中華職棒18年總冠軍賽擊敗La new熊，獲得年度總冠軍。
- 2013年：北京天安門廣場發生恐怖襲擊，3名恐怖分子駕駛一輛吉普車，衝向行人路，撞倒路上的途人，然後撞向金水橋，實施自爆。
- 2016年：韓國外交官楊昌洙經青瓦台委任為駐台北韓國代表部新任代表[2]。
- 2018年：重慶萬州巴士墜江事故。
- 2021年：為了強調元宇宙願景，美國社群媒體網站Facebook創始人馬克·祖克柏宣布將公司名稱變更為「Meta」。

## 出生
- 1017年：亨利三世，神聖羅馬皇帝（1056年逝世）
- 1466年：德西德里乌斯·伊拉斯谟，荷蘭哲学家（1536年逝世）
- 1667年：诺伊堡的玛丽亚·安娜，西班牙王后（1740年逝世）
- 1696年：莫里斯·德·薩克斯，法國元帥（1750年逝世）
- 1793年：西莫納斯·道坎塔斯，立陶宛歷史學家、作家、民族學家（1864年逝世）
- 1818年：伊万·屠格涅夫，俄國現实主义小說家、詩人、劇作家（1883年逝世）
- 1837年：德川慶喜，日本江戶幕府第15代征夷大將軍（1913年逝世）
- 1894年：葉聖陶，中國現代作家、教育家、出版人（1988年逝世）
- 1902年：埃爾莎·蘭彻斯特，美國演員、歌手（1986年逝世）
- 1903年：伊夫林·沃，英國作家（1966年逝世）
- 1906年：涂長望，中國气象学家（1962年逝世）
- 1911年：陳省身，華裔美國數學家（2004年逝世）
- 1914年：喬納斯·索爾克，美國醫學家、病毒學家，小兒麻痺疫苗發明者（1995年逝世）
- 1921年：東富士欽壹，日本相撲力士，第40代橫綱（1973年逝世）
- 1933年：加林查，巴西足球運動員（1983年逝世）
- 1937年：蘭尼·威爾肯斯，美國籃球運動員
- 1946年：維姆·延森，荷蘭男子足球運動員（2022年逝世）
- 1953年：朴英奎，韓國演員
- 1955年：比爾·蓋茲，美國企業家，微軟創始人
- 1956年：馬哈茂德·艾哈迈迪内贾德，伊朗政治人物，第6任伊朗總統
- 1959年：增田俊郎，日本作曲家
- 1960年：周治平，台灣歌手、音樂制作人
- 1960年：福田己津央，日本動畫導演
- 1963年：任正華，臺灣漫畫家，代表作《頑劣家族》
- 1963年：蘿倫·荷莉，美國裔加拿大女演員
- 1964年：郭耀明，香港演員
- 1964年：尹天照，香港演員
- 1966年：陳法蓉，香港演員
- 1966年：克里斯·鮑爾，美國男演員
- 1967年：茱莉亞·羅勃茲，美國女演員
- 1968年：張子健，中國男演員
- 1968年：史蒂芬·杭特，紐西蘭男演員[3]
- 1968年：胡安·奥兰多·葉南德茲，宏都拉斯政治家、商人
- 1971年：陳建寧，華納唱片音樂總監、台灣著名音樂人、F.I.R.團長
- 1973年：金瑞亨，韓國女演員
- 1973年：瑪麗安·納瓦茲·謝里夫，巴基斯坦政治人物
- 1973年：徐洪浩，中國男演員
- 1974年：，美國男演員
- 1974年：傑克·卡斯丹，美國導演、製片人、編劇、演員
- 1976年：夏雨，中國男演員
- 1977年：陳金鋒，臺灣職業棒球運動員
- 1978年：錢瑩，中國女演員
- 1978年：關朵琳·克莉絲蒂，英國女演員
- 1978年：拜倫·唐納茲，美國政治人物、商人，現任佛羅里達州聯邦眾議員
- 1979年：賈德·卡林姆，美國軟體工程師，YouTube創始人之一
- 1980年：阿倫·史密夫，英國足球運動員
- 1981年：巴路士，捷克足球運動員
- 1981年：王大文，美國華裔男歌手
- 1982年：王鷗，中國女演員
- 1982年：倉木麻衣，日本女歌手
- 1982年：福井裕佳梨，日本女性聲優
- 1983年：NEEKO，日本模特兒、聲優
- 1984年：袁嘉敏，香港女演員
- 1985年：崔宇革，韓國男演員
- 1985年：特莉安·艾芙莉·貝里薩里歐，美國女演員
- 1986年：翁滋蔓，台灣女演員、歌手
- 1986年：冲田杏梨，日本女演員
- 1986年：豐崎愛生，日本女性聲優
- 1986年：艾迪蒂·拉·哈亞里，印度女演員
- 1986年：梅·卡拉美維，埃及、巴勒斯坦女演員
- 1987年：杜海濤，中國節目主持人
- 1987年：趙霁，中國演員
- 1987年：白喬茵，台灣中國國民黨籍政治人物
- 1988年：何浩文，香港男歌手
- 1988年：張天愛，中國女演員
- 1989年：卡蜜爾·莫法特，法國女子游泳運動員（2015年逝世）
- 1991年：露西·布龍澤，英國女子足球運動員
- 1992年：迪恩·蘭多爾，千里達與托巴哥男子短跑運動員（2022年逝世）
- 1993年：朴栖含，韓國男演員
- 1993年：稻川英里，日本女性聲優
- 1996年：陳冠偉，臺灣職業棒球運動員
- 1997年：董思成，韓國男子偶像團體NCT成員
- 1997年：泰勒·弗里茨，美國職業網球運動員
- 1998年：史蒂芬·內多羅西克，美國男子競技體操運動員
- 2000年：中山莉子，日本偶像藝人、女子偶像組合私立惠比壽中學成員

## 逝世
- 312年：马克森提乌斯，罗马帝国皇帝（278年出生）
- 1138年：波列斯瓦夫三世，波兰国王（1086年出生）
- 1225年：慈圓，日本平安時代後期至鎌倉時代初期僧人、歌人、歷史學家（1155年出生）
- 1412年：玛格丽特一世，卡尔马同盟女王（1353年出生）
- 1568年：足利義榮，日本将军（1538年出生）
- 1594年：大久保忠世，日本武将（1532年出生）
- 1627年：賈漢吉爾，蒙兀兒帝國皇帝（1569年出生）
- 1703年：約翰·沃利斯，英国数学家（1616年出生）
- 1704年：约翰·洛克，英国哲学家、经验主义的开创人（1632年出生）
- 1708年：丹麥的喬治王子，丹麥貴族（1653年出生）
- 1863年：芹澤鴨，日本幕末水戶藩浪士，新選組第一任局長（生年不詳）
- 1877年：郇和，英國外交官、博物學家（1836年出生）
- 1895年：北白川宮能久親王，日本皇族（1847年出生）
- 1918年：烏利塞·迪尼，義大利數學家、政治家（1845年出生）
- 1921年：威廉·斯皮爾斯·布魯斯，蘇格蘭博物學家、海洋學家、探險家（1867年出生）
- 1929年：伯恩哈德·冯·比洛，德國首相（1849年出生）
- 1937年：官惠民，中华民国国民革命军将领（1901年出生）
- 1937年：刘眉生，中华民国国民革命军将领（1905年出生）
- 1958年：史蒂芬·巴特沃斯，英國物理學家（1885年出生）
- 1973年：塔哈·侯賽因，埃及作家（1889年出生）
- 1980年：何非凡，香港粵劇演員（1919年出生）
- 1983年：邓克明，中国人民解放军军事将领（1906年出生）
- 1998年：泰德·休斯，英國桂冠詩人（1930年出生）
- 2004年：羅莎琳德·希克斯，作家的女兒及文學遺產管理者（1919年出生）[4]
- 2006年：霍英東，香港商人，中國人民政治協商會議第八、九、十屆全國委員會副主席（1923年出生）
- 2008年：孔德成，孔子七十七代嫡長孫，衍聖公，大成至聖先師奉祀官（1920年出生）
- 2010年：梁从诫，知名环保人士、环保组织自然之友会长。著名建筑学家梁思成与林徽因之子，著名革命家及戊戌變法領袖，学者梁啟超之孫。（1932年出生）
- 2013年：川上哲治，日本棒球運動員。（1920年出生）
- 2013年：塔德烏什·馬佐維耶茨基，二戰後中歐和東歐第一個非共產主義總理[5]（1927年出生）
- 2017年：貝爾納·羅伊，法國數學家（1934年出生）
- 2022年：傑瑞·李·劉易斯，美國唱作人、音樂人、鋼琴家（1935年出生）
- 2022年：赫爾曼·E·戴利，美國生態經濟學家、環境經濟學家、可持續發展專家（1938年出生）
- 2023年：馬修·派瑞，美國男演員（1969年出生）
- 2024年：趙富林，中國政治人物（1932年出生）
- 2024年：楳圖一雄，日本漫畫家（1936年出生）
- 2024年：賈姆希德·沙爾馬赫德，伊朗裔德國記者、軟體工程師（1955年出生）

## 节假日和习俗
- 國際動畫日（英语：International Animation Day）（加拿大政府於2007年所訂定）
- 世界衛生組織：男性健康日
- 西方基督教：奮銳黨的西門、猶達·達陡慶節
- 捷克、 斯洛伐克：捷克斯洛伐克国建立及独立日
- 希腊、 賽普勒斯：言不日
- 印度尼西亞：青年誓言日
- 乌克兰：解放日（英语：Liberation Day (Ukraine)）
- 委內瑞拉：工程師節
- 日本（岐阜县）：县地震灾难预防日